# Bűnök és vétkek
A Bűnök és vétkek (eredeti cím: Crimes and Misdemeanors) 1989-es amerikai egzisztencialista filmvígjáték-dráma, amelyet Woody Allen írt és rendezett. A főszerepben Allen, Martin Landau, Mia Farrow, Anjelica Huston, Jerry Orbach, Alan Alda, Sam Waterston és Joanna Gleason látható.
Bár a film bevételi szempontból megbukott, azonban a kritikusok elismeréssel fogadták, és három Oscar-jelölést kapott: Woody Allen a legjobb rendezőért és a legjobb eredeti forgatókönyvíróért, Martin Landau pedig a legjobb férfi mellékszereplőnek járó Oscar-díjért. Allen a nyolcvanas és kilencvenes évek nagy részét a vígjáték és a dráma között ingadozva töltötte, és ritkán kombinálta a kettőt nagyobb sikerrel, mint a Bűnök és vétkek című filmben, amelyben két történetet szőtt egybe, az egyik halálosan komoly, a másik legtöbbször vicces, és mindkettő szomorú véget ér.

## Cselekmény
Dr. Judah Rosenthal, a neves szemészorvos sikeres praxissal, szerető családdal, és nagylelkű jótékonysági munkával rendelkezik. Azonban van egy titka is: a szeretője nem más, mint Dolores.
Ami alkalmi kalandnak indult, kellemetlenül meghitté válik, és amikor a férfi megpróbálja megszakítani a kapcsolatot, Dolores azzal fenyegetőzik, hogy felfedi hűtlenségét a felesége előtt, és néhány szokatlan pénzügyi megállapodást a kollégái számára is felfed.
Attól tartva, hogy Dolores beveti fenyegetéseit, Judah bevallja titkát bátyjának, Jacknek, aki kapcsolatban áll a szervezett bűnözéssel, és felajánlja, hogy megoldja a problémát. Eközben Cliff Stern filmrendező a kedvenc projektjén dolgozik, egy dokumentumfilmen a filozófus Louis Levy professzorról.
A filozófusokról szóló filmek azonban nem fizetik a lakbért, ezért Cliff felesége, Wendy elintézi, hogy a közszolgálati televízió számára dokumentumfilmet készítsen a bátyjáról, Lesterről, a híres tévés komikusról, akit csak az arroganciája múlhat felül.
Miközben Cliff megpróbálja befejezni a filmet, beleszeret a PBS producerébe, Halley Reedbe.

## Szereplők
| Színész            | Szerep                | Magyar hang       | Magyar hang        |
| Színész            | Szerep                | 1. szinkron       | 2. szinkron (2001) |
| ------------------ | --------------------- | ----------------- | ------------------ |
| Alan Alda          | Lester                | Rosta Sándor      | Epres Attila       |
| Woody Allen        | Cliff Stern           | Kerekes József    | Kern András        |
| Martin Landau      | Judah Rosenthal       | Szokolay Ottó     | Végvári Tamás      |
| Mia Farrow         | Halley Reed           | Kovács Nóra       | Fehér Anna         |
| Anjelica Huston    | Dolores Paley         | Andresz Kati      | Kocsis Mariann     |
| Jerry Orbach       | Jack Rosenthal        | Gruber Hugó       | Dózsa László       |
| Sam Waterston      | Ben                   | Háda János        | Mihályi Győző      |
| Joanna Gleason     | Wendy Stern           | Kiss Erika        | Menszátor Magdolna |
| Caroline Aaron     | Barbara               | Kocsis Mariann    | Andresz Kati       |
| Claire Bloom       | Miriam Rosenthal      | Tóth Judit        | Győry Franciska    |
| Jenny Nichols      | Jenny                 | Dögei Éva         | Csuha Borbála      |
| Martin S. Bergmann | Louis Levy professzor | Dobránszky Zoltán | Versényi László    |
| Frances Conroy     | háztulajdonos         |                   |                    |
| Daryl Hannah       | Lisa Crosley          | Biró Anikó        |                    |
| Nora Ephron        | esküvői vendég        |                   |                    |
| Zina Jasper        | Carol                 |                   |                    |

## A film készítése
Miután megnézte a film első vágását, Allen úgy döntött, hogy kidobja az első felvonást, visszahívja a színészeket az újraforgatásra, és arra koncentrál, ami a központi történetnek bizonyult.[forrás?]

## Fogadtatás

### Bevétel adatok
A film amerikai összbevétele 18 254 702 dollár volt.

### Médiakiadás
A Bűnök és vétkek 2001. június 5-én jelent meg DVD-n az MGM Home Entertainment forgalmazásában. Később a Twilight Time kiadónál 2014. február 11-én megjelent egy 3000 darabos limitált példányszámú Blu-ray kiadvány.

## Fordítás
- Ez a szócikk részben vagy egészben  a   Crimes and Misdemeanors című angol Wikipédia-szócikk fordításán alapul.  Az eredeti cikk szerkesztőit annak laptörténete sorolja fel. Ez a jelzés csupán a megfogalmazás eredetét és a szerzői jogokat jelzi, nem szolgál a cikkben szereplő információk forrásmegjelöléseként.